# Pluribursaeplana illgi
Pluribursaeplana illgi är en plattmaskart som beskrevs av Ax 1967. Pluribursaeplana illgi ingår i släktet Pluribursaeplana och familjen Otoplanidae. Inga underarter finns listade i Catalogue of Life.